# سيلا شارلين
سيلا شارلين (بالعبرية: סלע שרלין؛ ولد 1997) عارضة أزياء وحاملة لقب مسابقة ملكة جمال إسرائيلية-أمريكية بعدما توجت بمسابقة ملكة جمال إسرائيل 2019. سوف تنافس في مسابقة ملكة جمال الكون 2019.

## ملكة جمال إسرائيل
تم أختيار سيلا شارلين، البالغة من العمر 22 عامًا والتي تنحدر من مجتمع تعاوني زراعي يدعى بيت إسحق شعار حيفر، ملكة جمال إسرائيل 2019. وشارك في المسابقة 12 مرشحًا. أول وصيف هو أوليانا فريدريه.
لم يتضح بعد ما إذا كانت سيلا شارلاين ستنافس في مسابقة ملكة جمال الكون أو ملكة جمال العالم. في عام 2017 على سبيل المثال، تنافست فائزة مسابقة ملكة جمال إسرائيل، روتم رابي، في مسابقة ملكة جمال العالم، بينما تنافست صاحبة المركز الأول، أدار جاندلمان، في مسابقة ملكة جمال الكون. في العام الماضي، أرسلت إسرائيل فائزها، نيكول ريزنيكوف، إلى ملكة جمال الكون، وانسحبت إسرائيل من ملكة جمال العالم.

## روابط خارجية
- missisrael.ynet.co.il
- Miss Israel on Instagram

| الجوائز و الإنجازات | الجوائز و الإنجازات    | الجوائز و الإنجازات |
| ------------------- | ---------------------- | ------------------- |
| سبقه نيكول ريزنيكوف | ملكة جمال إسرائيل 2019 | تبعه يحدد لاحقا     |